# عاصم أبو شقرة
عاصم أبو شقرة (1961-1990) هو فنّان تشكيلي فلسطيني، ولد في مدينة أم الفحم، درس في مدارسها ثم إنتقل إلى المدرسة الثانوية في العفولة وتخرج منها عام 1982. إلتحق في معهد كالشير في تل أبيب لدراسة الفن من العام (1982 وحتى 1986) وقد ركّز في فنه على لوحات الصبّار ليُعبِّر فيها عن مرضه.

## أعماله الفنية
تأثر أبو شقرة بثلاثة فنانين وهم (اوري ستيتنر، موشيه كوبرفرمان، ديفيد ريف) الذين ساعده على تطوير لغته التصويرية. عمل أبو شقرة على ربط الصبار- كرمز وطني يجسد معنى التشبث والصلابة في العالم العربي. فكونه مواطنا فلسطينيا درس وعاش في تل ابيب في إسرائيل بعيدا عن مسقط رأسه تماما مثل نبتة الصبّار اللتي يتم فصلها عن مجموعتها وإخراجها من البرية ومن ثم وضعها في وعاء صغير، فقد شعر أبو شقرة بأن قصته الشخصية تشبه قصة نبتة الصبار.
يقول عنه الكاتب زكريا محمد "يُعتبــر عاصــم أبــو شــقرة، مــن عــرب ،48 واحــداً مــن أهــم الأســماء في عــالم الفــن التشــكيلي الفلســطيني. وهــو يمثــل الحلقــة الأخيــرة في سلســلة الغيــاب المبكــر عــن دنيــا الثقافة الفلسطينية: عبد الرحيم محمود، وإبراهيم طوقان، وغسان كنفـاني. وعلـى الـرغم مـن رحيلـه المبكـر جـداً فقـد قـدم، في العـامين الأخيـرين مـن حياتـه، إنجـازاً مدهشـاً تمثـل بمتواليــات "صــبّار الأُصــص"، التــي اعتُبــرت فتحــاً دفــع بــالرمز الفلســطيني إلى آفــاق جديدة جدا".ً
ويقول عنه الرسام والناقد كمال بلاطة "إنه يمثل "نقطة تحول في تعريب لغة التصـوير التـي اسـتورد أدواتهـا رواد الفـن الفلسـطيني في مطلـع هـذا القـرن." وفي الوقـت الـذي اسـتولت المتـاحف الإسـرائيلية علـى أعمالـه، وقـدرت قيمتهـا، فهـو لا يـزال، للأسـف، مجهـولاً إلى حـد كبيـر في العـالم العربـي. لا بـل يمكـن القـول إنـه حتـى لـيس معروفـاً بمـا يكفي فلسطينياً ".
يتشـكل في شـأن نتـاج عاصـم أبـو شـقرة أدب تفسـيري إسـرائيلي - فلسـطيني يـزداد اتساعا.ً وهـو ينصـبّ علـى محاولـة تفسـير رمـوزه، وخصوصـاً رمـز الصـبّار في الأُصـص، الــذي أمضــى آخــر عــامين مــن حياتــه في رســمه بعنــاد وإصــرار، بحيــث بــدا أن حياتــه اكتملت حين وصل إلى هذا الرمز وأكمله.  لقـد سـاهم غيابـه المبكـر، بالتأكيـد، في إثـارة الإهتمـام بنتاجـه. فرحيلـه، مثـل إلـه أسـطوري، في شـرخ الشـباب، دفـع بنتاجـه إلى الأضـواء. إلاّ إن عمـق هـذا النتـاج وأصـالته هما الأساس وراء الجدل المتسع فيما خص رموزه وصبّاره.

## وفاته
تُوفي في عام 1990، بعد إصابته بمرض السرطان، وتخليداً لذكراه فقد أعلنت عائلتة عن تحويل القسم الأكبر من منزل العائلة في أم الفحم إلى متحف يعرض فيه العديد من أعمال الفنان وبعض مقتنياته الشخصية، إذ تتمّ تهيئة المتحف لإستقبال الزائرين المعنيين والمهتمين بالتعرف على التشكيلي الفلسطيني في المرحلة المقبلة.

## المعارض
- معرضه الفردي  الأول في تل أبيب في صالة الراب عام 1988
- عرضا منفردا آخر في صالة الراي عام 1989
- 1991، معرض «زيكرون» متحف إسرائيل - القدس
- 1994،متحف تل أبيب للفنون
- 1998، معرض «صبّار عاصم أبو شقرة» - صالة العرض للفنون - أم الفحم
- 1999، معرض «عاصم أبو شقرة» - صالة مركز خليل السكاكيني - رام الله.[5]
- ووصلت لوحات أبو شقرة إلى متحف "اللوفر" في فرنسا بعرض إحدى لوحاته عن "الصبّار" هناك، كما شاركت لوحاته في معارض فردية وجماعية في العديد من دول حول العالم مثل، الولايات المتحدة، ألمانيا وتركيا، كما كان أول فنان عربي تعرض لوحاته بمعرض فردي في متحف تل أبيب، إلى جانب إقامة العديد من المعارض الفنية الخاصة به في أماكن عدة في أنحاء البلاد.[7]كما وفاز بجائزة المؤسسة الثقافية الأمريكية الإسرائيلية.